# 2408 Астапович
2408 Астапович (2408 Astapovich) — астероїд головного поясу, відкритий 31 серпня 1978 року.
Тіссеранів параметр щодо Юпітера — 3,289.